# Cá chế biến

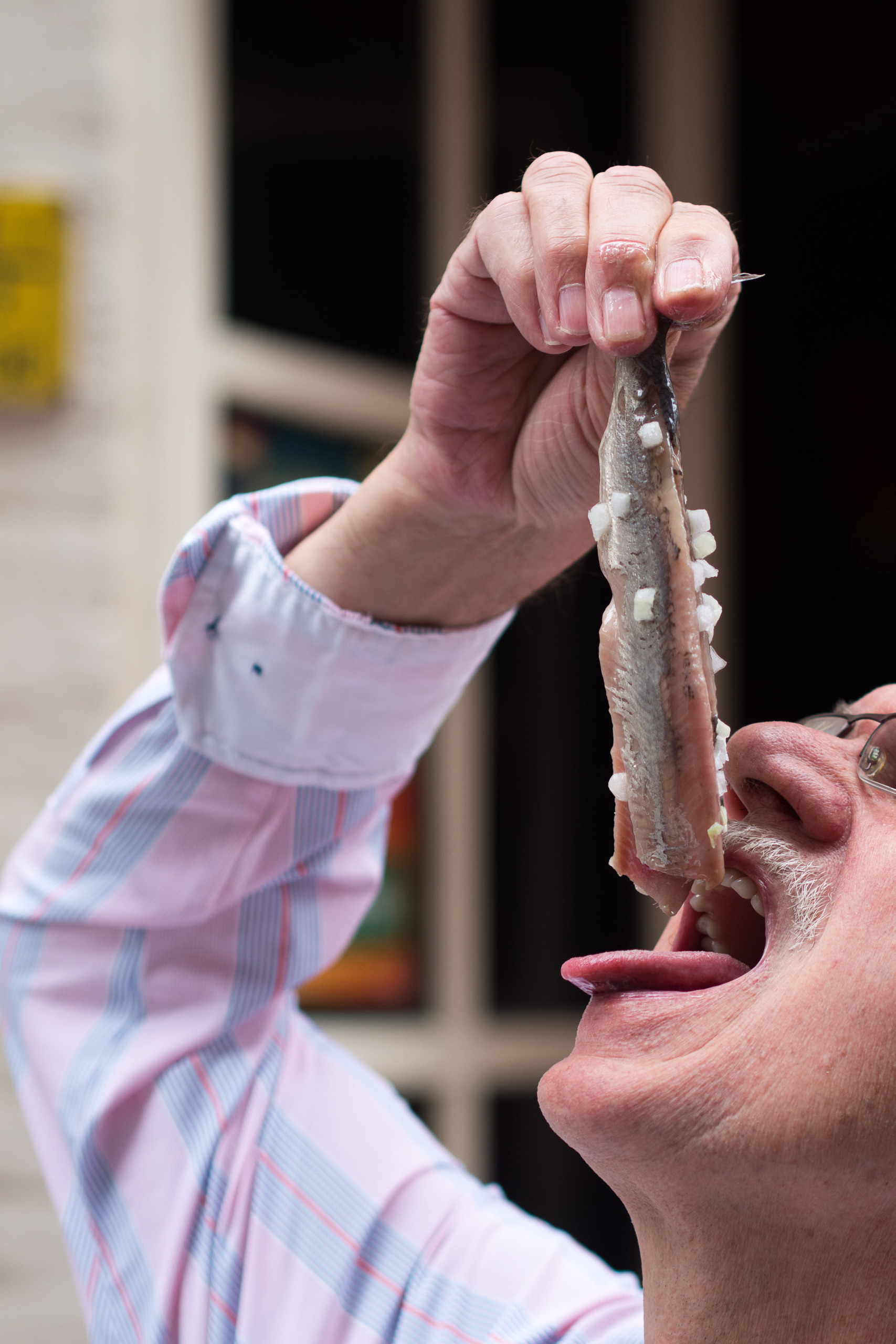
Một người đàn ông đang ăn một con cá chế biến

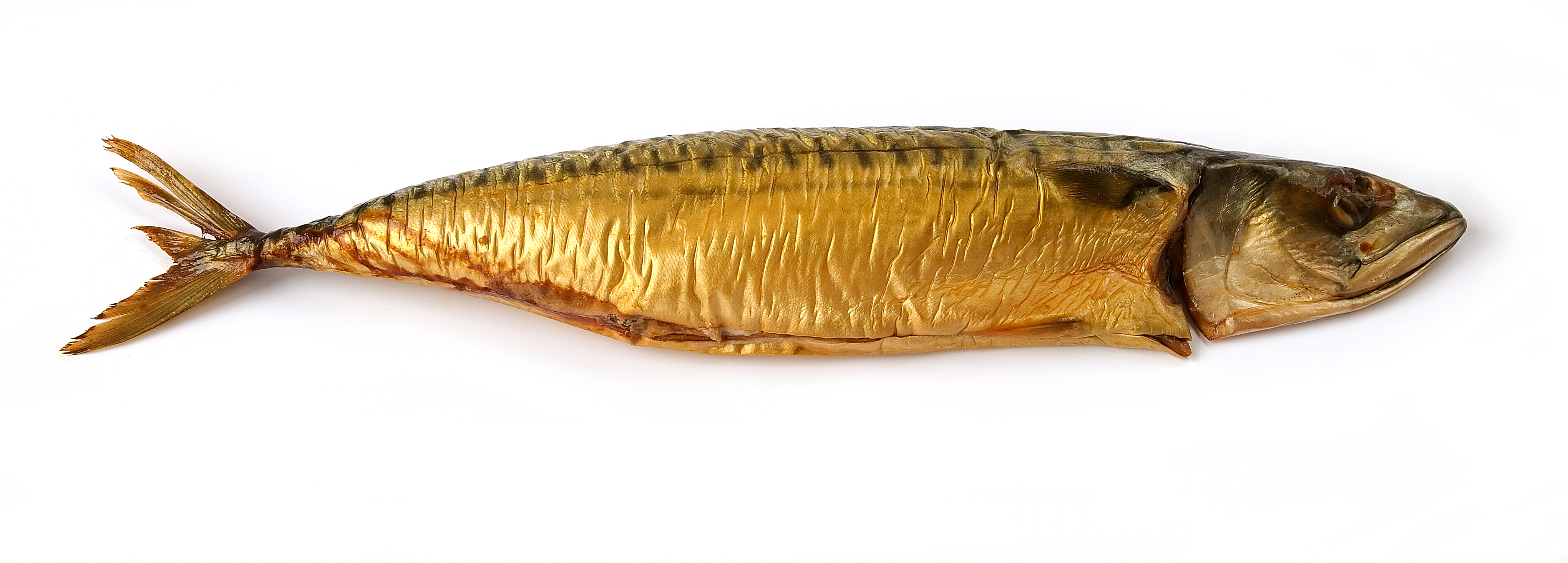
Một con cá thu đã qua chế biến

Cá chế biến hay cá thành phẩm là các loại cá đã qua chế biến hoặc sơ chế. Việc chế biến cá hạn đề cập đến quá trình liên kết với cá và sản phẩm cá giữa thời gian đánh bắt cá hoặc thu hoạch, và thời gian sản phẩm cuối cùng được giao cho khách hàng. Mặc dù thuật ngữ đề cập cụ thể đến cá, trong thực tế nó được mở rộng để bao gồm bất kỳ sinh vật thủy sản thu hoạch cho mục đích thương mại, cho dù bị bắt trong môi trường thủy sản hoang dã hoặc thu hoạch từ việc nuôi trồng thủy sản hoặc nuôi cá.
Các công ty chế biến cá lớn thường xuyên hoạt động đội tàu đánh cá hoặc các hoạt động nông nghiệp của riêng mình. Các sản phẩm của ngành công nghiệp chế biến cá thường được bán cho các chuỗi cửa hàng tạp hóa hoặc trung gian. Nhìn chung các loại cá là rất dễ hỏng, cá dễ bị ươn, thối. Một mối quan tâm trung tâm chế biến cá là để ngăn chặn cá ươn đi, và điều này vẫn còn là một mối quan tâm cơ bản trong hoạt động chế biến khác. Chế biến cá có thể được chia thành xử lý cá, đó là sơ chế cá nguyên liệu và sản xuất các sản phẩm cá. Cá chế biến được cho là có từ sớm, ngày này, chế biến thủy sản được thực hiện bởi các ngư dân thợ thủ công, trên tàu chế biến nghề cá hoặc cá, và tại các nhà máy chế biến cá.